# Železniční trať Chomutov–Cheb
Železniční trať Chomutov–Cheb (v jízdním řádu pro cestující označená číslem 140) vede z Chomutova přes Dubinu, Kadaň, Klášterec nad Ohří, Ostrov, Dalovice, Karlovy Vary, Sedlec, Chodov, Nové Sedlo u Lokte, Sokolov a Tršnice do Chebu. Dvoukolejná elektrizovaná celostátní trať, prochází jedním tunelem.
Trať byla postavena společností Buštěhradská dráha, provoz byl zahájen v roce 1873. Elektrizace trati v úseku Cheb – Sokolov byla dokončena v roce 1968. V úseku Sokolov – Karlovy Vary proběhla elektrizace v roce 1983, po dokončení přeložky úseku Chodov - Sokolov, která byla ukončena v roce 1980. V roce 1991 byl elektrizován úsek Chomutov – Kadaň. Zbytek trati byl elektrizován v roce 2006 se současnou rekonstrukcí trati s výměnou zabezpečovacího zařízení a byl zrušen levostranný provoz.
Na 139. km je styk dvou napájecích soustav.
V jízdním řádu pro cestující byla celá trať do prosince 2014 označována číslem 140. Od 14. prosince 2014 byl úsek Chomutov – Klášterec nad Ohří připojen k tabulce 130. Od prosince 2019 je opět celá trať označena číslem 140

## Navazující tratě

### Chomutov
- Železniční trať Lužná u Rakovníka – Chomutov Lužná u Rakovníka – Krupá – Žatec – Odbočka Velichov – Chomutov
- Železniční trať Ústí nad Labem – Chomutov Ústí nad Labem hl. n. – Ústí nad Labem západ – Řetenice – Oldřichov u Duchcova – Bílina – Odbočka České Zlatníky – Most – Třebušice – Odbočka Dolní Rybník – Chomutov
- Železniční trať Chomutov–Vejprty Chomutov – Vejprty st. hr. (– Cranzahl DB)

### Dubina odbočka
- Železniční trať Droužkovice–Dubina odbočka

### Kadaň-Prunéřov
- Železniční trať Kadaň – Vilémov u Kadaně – Kaštice/Kadaňský Rohozec, SŽDC
- Kadaňsko-tušimická dráha, Severočeské doly – kolejová doprava

### Vojkovice nad Ohří
- Železniční trať Vojkovice nad Ohří – Kyselka

### Ostrov nad Ohří
- Železniční trať Ostrov nad Ohří – Jáchymov

### Dalovice
- Železniční trať Karlovy Vary – Merklín

### Karlovy Vary
- Železniční trať Karlovy Vary – Johanngeorgenstadt Karlovy Vary dolní nádraží – Karlovy Vary – Odbočka Sedlec – Nová Role – Potůčky st. hr. (– Johanngeorgenstadt DB)

### Chodov
- Železniční trať Chodov – Nová Role Chodov – Nová Role

### Nové Sedlo u Lokte
- Železniční trať Nové Sedlo u Lokte – Loket Krásný Jez – Nové Sedlo u Lokte

### Sokolov
- Železniční trať Sokolov–Kraslice Sokolov – Kraslice st. hr. (– Zwotental DB)

### Tršnice
- Železniční trať Cheb – Tršnice – Luby u Chebu
- Železniční trať Cheb – Hranice v Čechách Cheb / Tršnice – Františkovy Lázně – Aš Aš st. Hr. (– Selb DB) / Hranice v Čechách

### Cheb
- Železniční trať Cheb – Hranice v Čechách Cheb / Tršnice – Františkovy Lázně – Aš Aš st. Hr. (– Selb DB) / Hranice v Čechách
- Železniční trať Plzeň – Cheb Beroun – Zdice – Rokycany – Chrást u Plzně – Plzeň hl. n. – Plzeň jižní předm. – Pňovany – Svojšín – Planá u Mar. Lázní – Mariánské Lázně – Cheb
- Železniční trať Cheb–Schirnding Cheb – Pomezí nad Ohří – Cheb st.hr. (– Schirnding DB)
- Zrušená železniční trať Waldsassen – Cheb Waldsassen DB – Slapany st. hr. – Cheb

## Stanice a zastávky

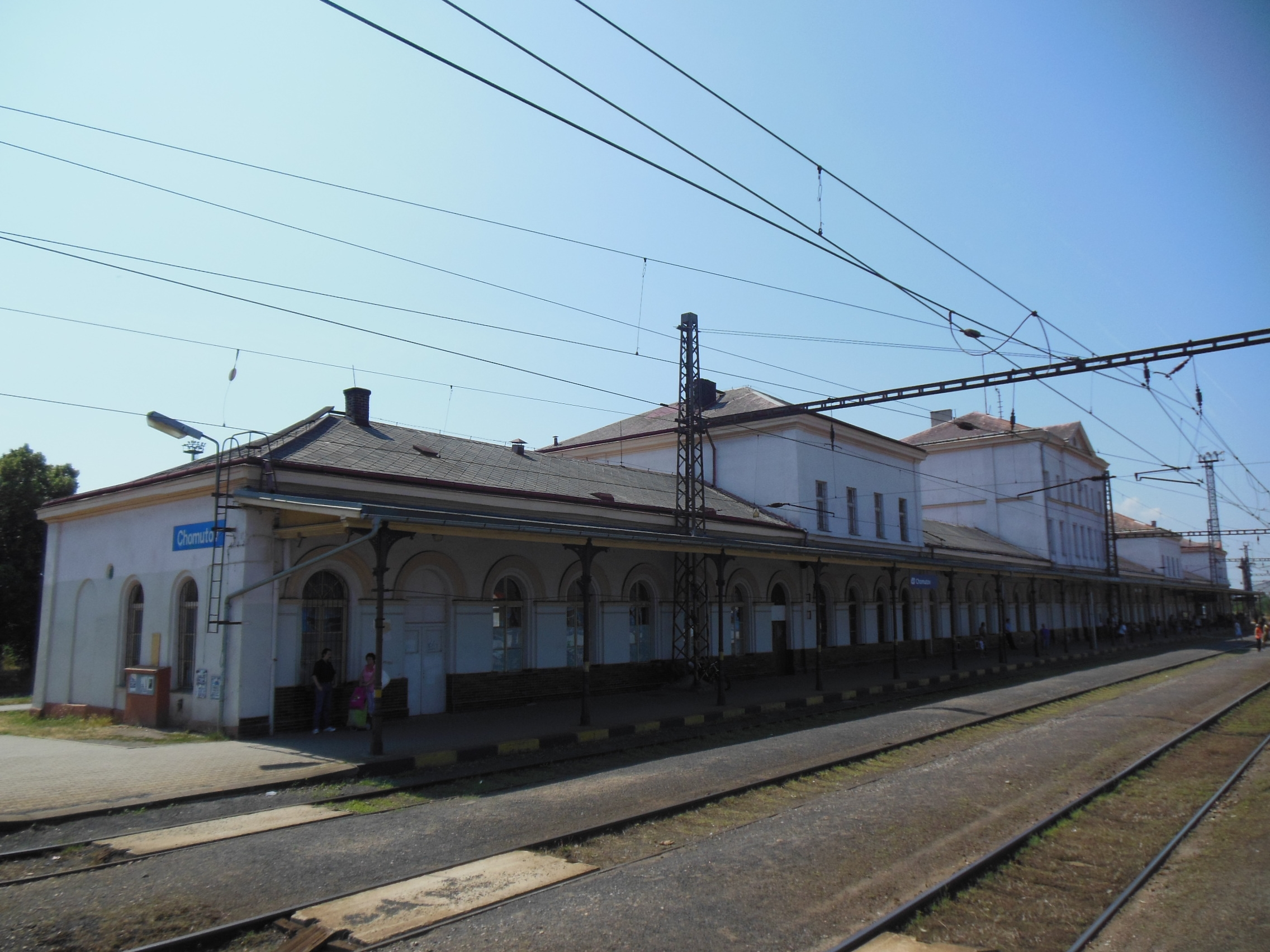
Chomutov
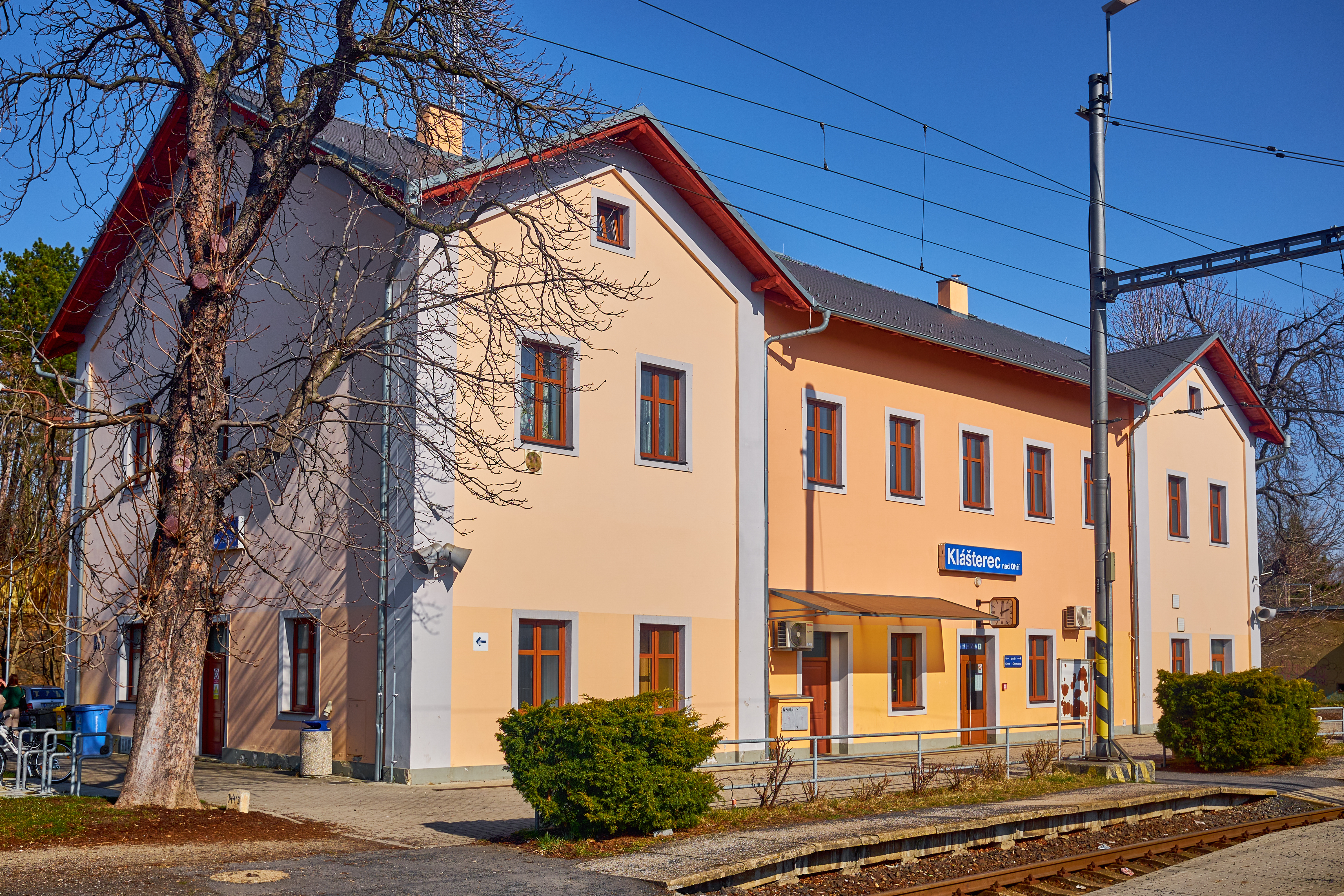
Klášterec nad Ohří
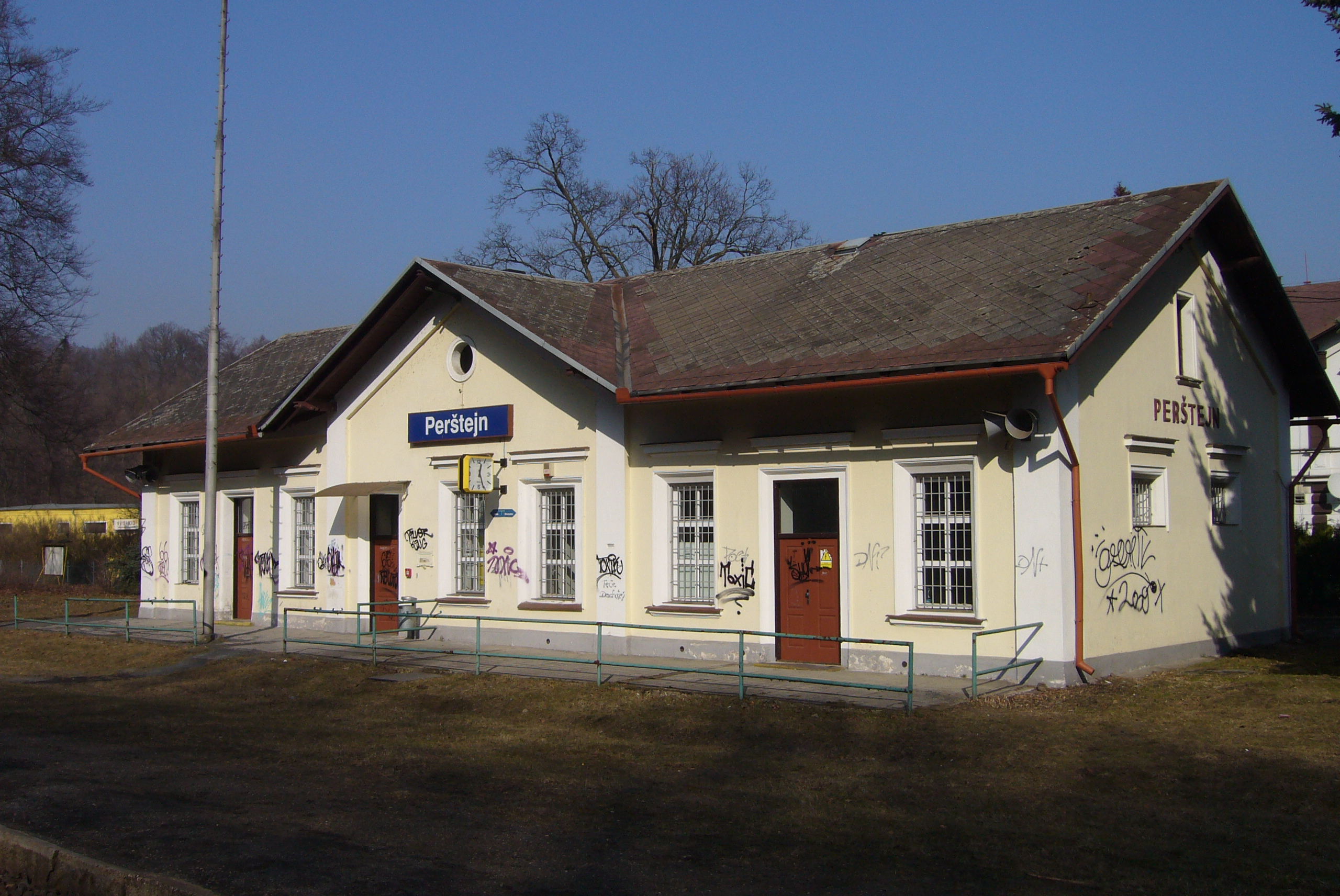
Perštejn
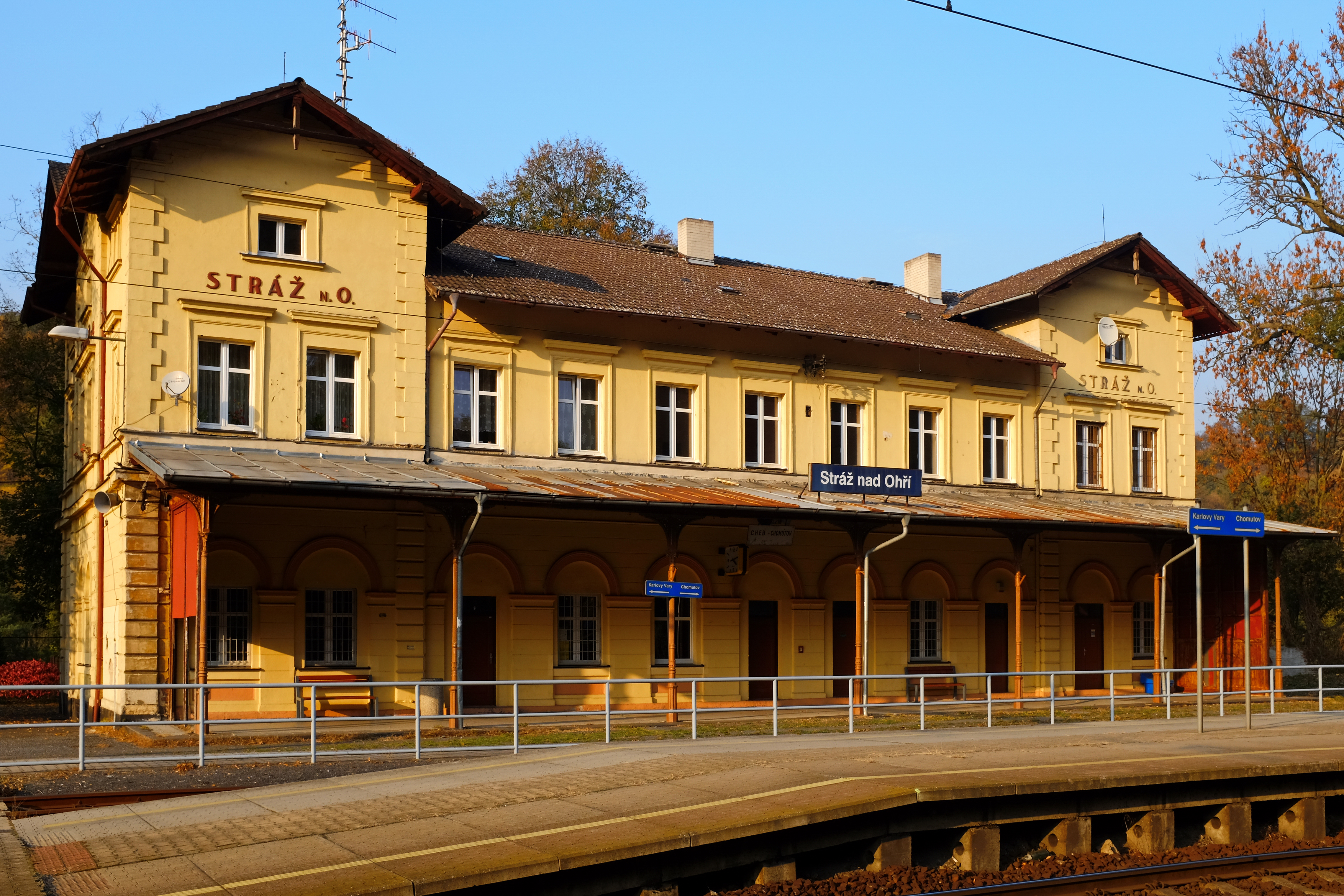
Stráž nad Ohří
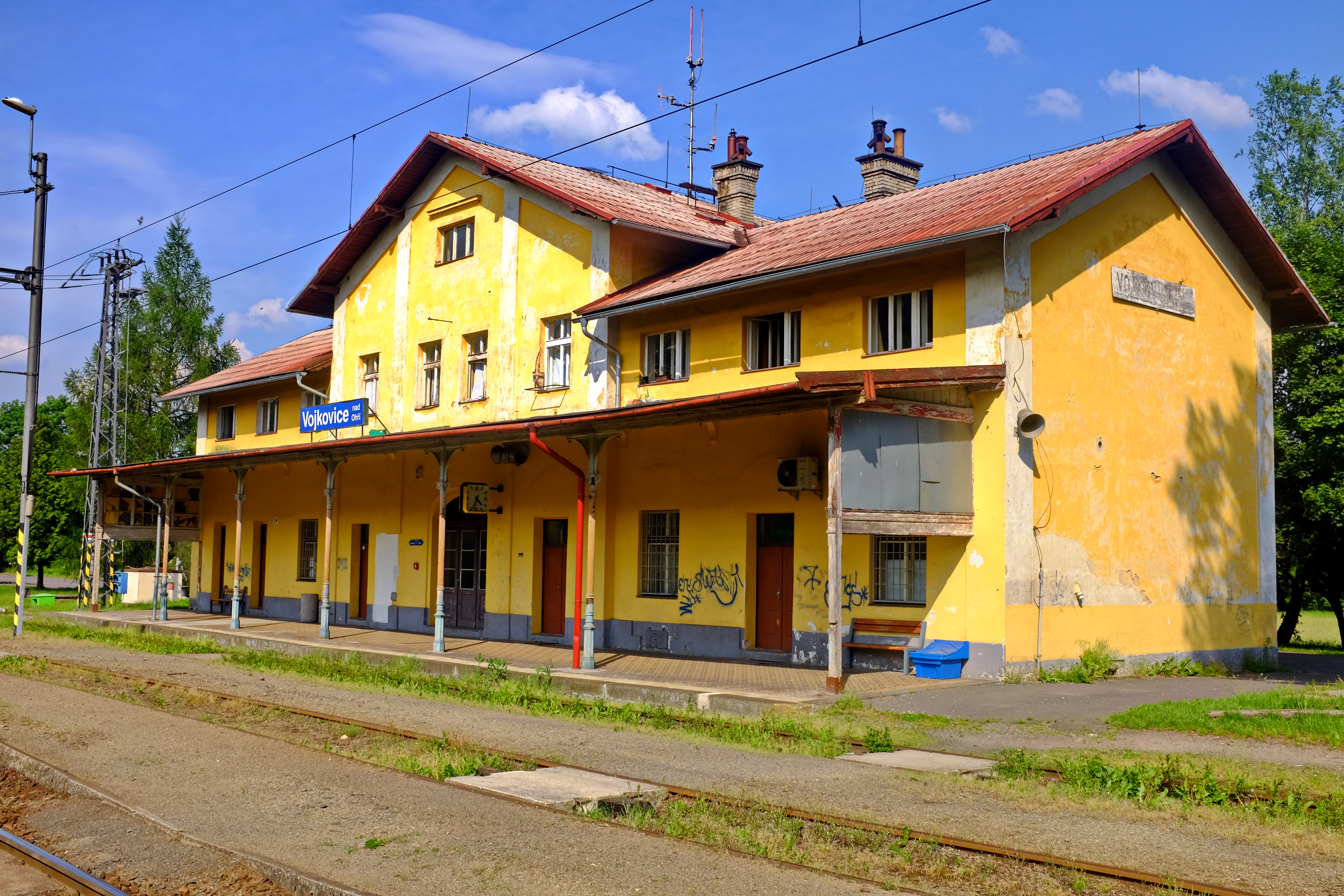
Vojkovice nad Ohří
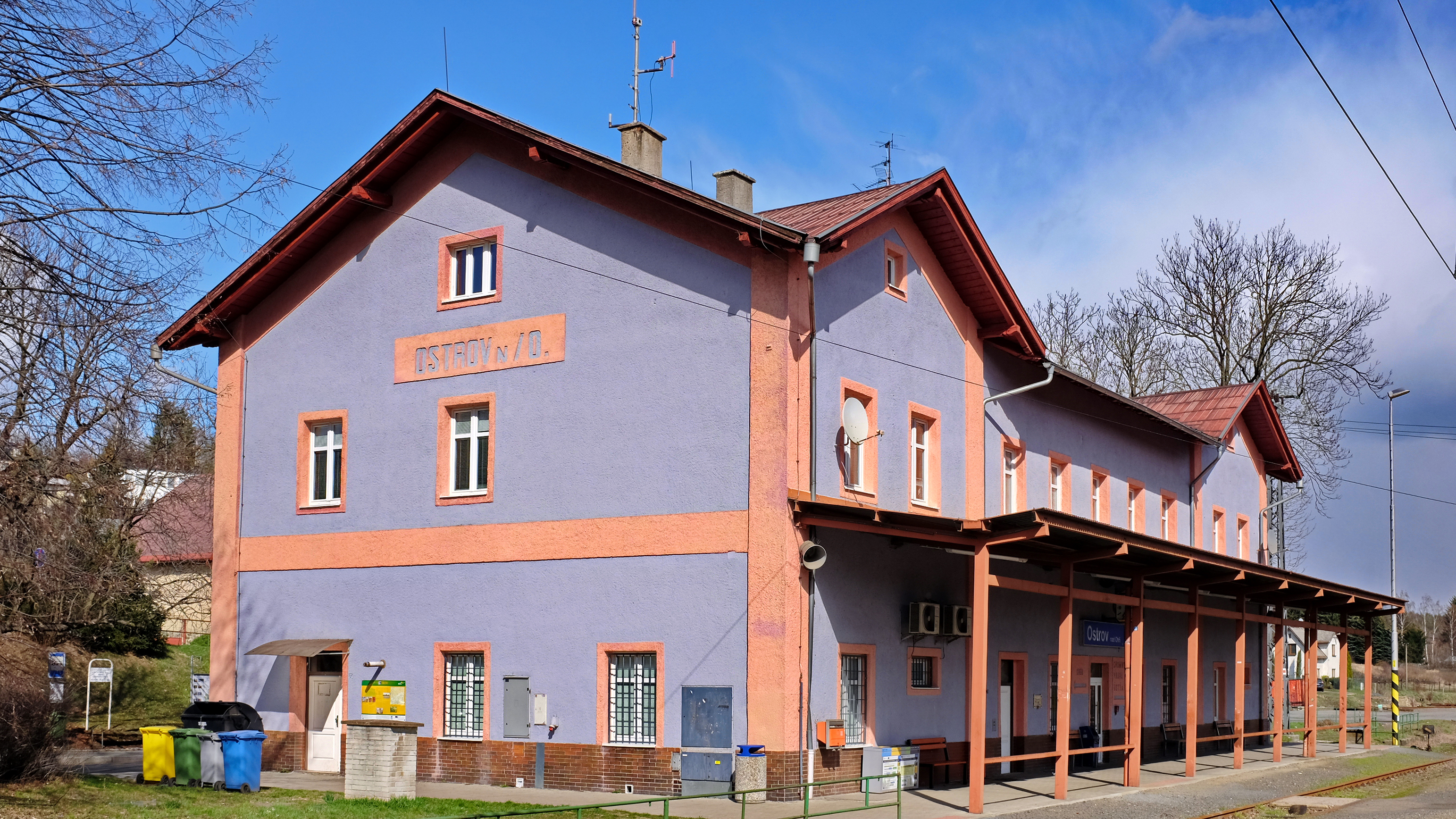
Ostrov nad Ohří
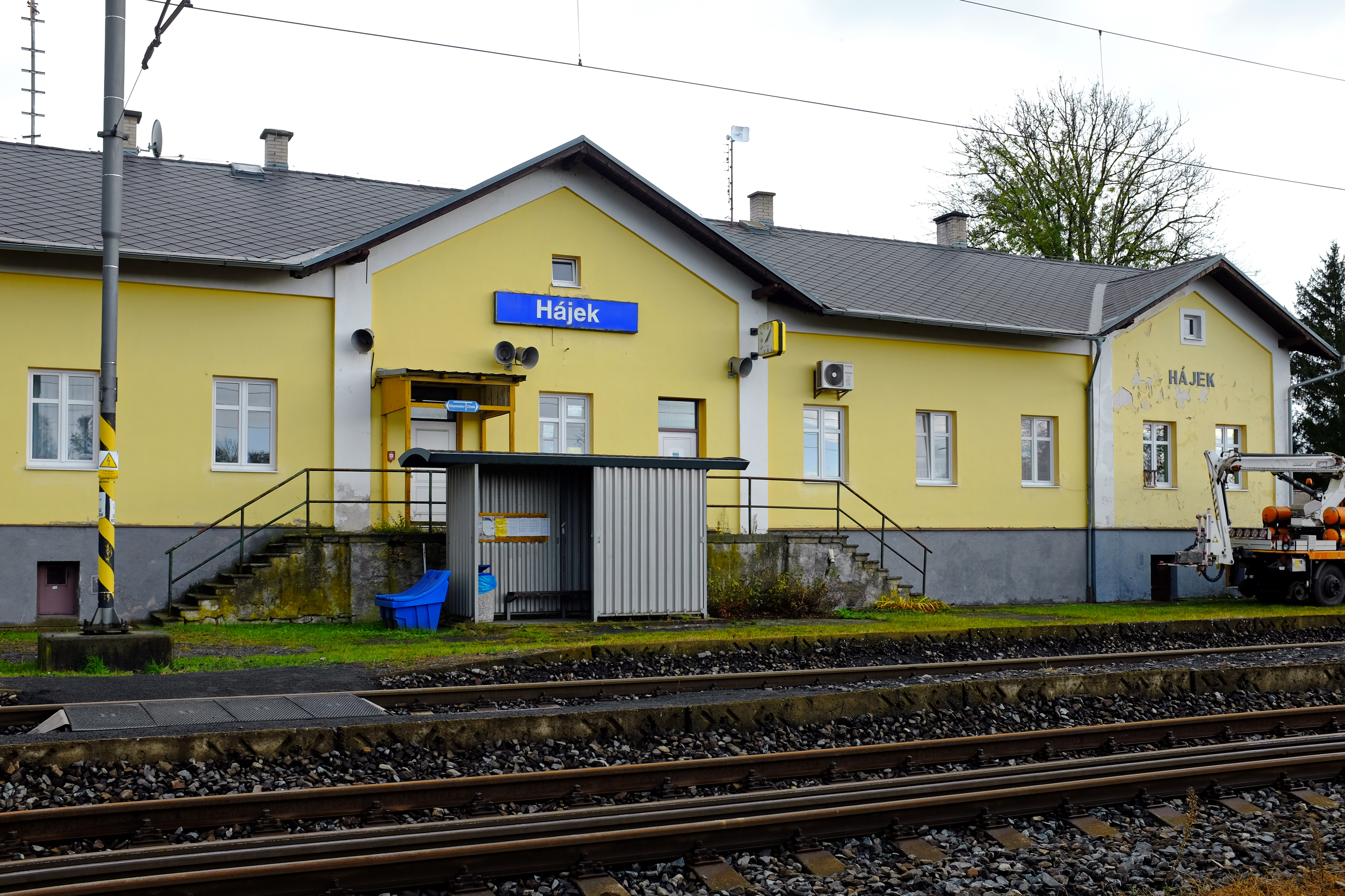
Hájek
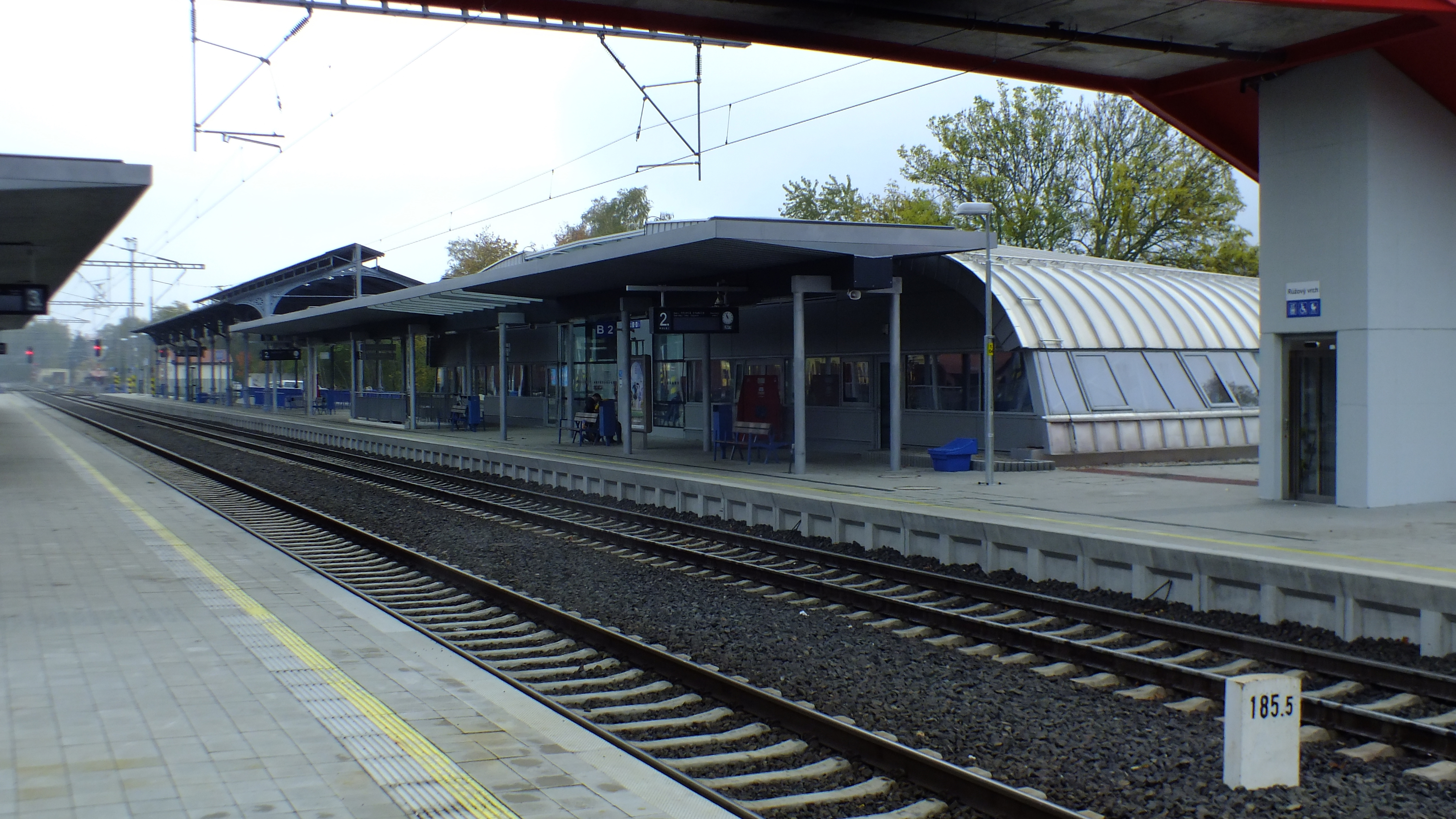
Karlovy Vary
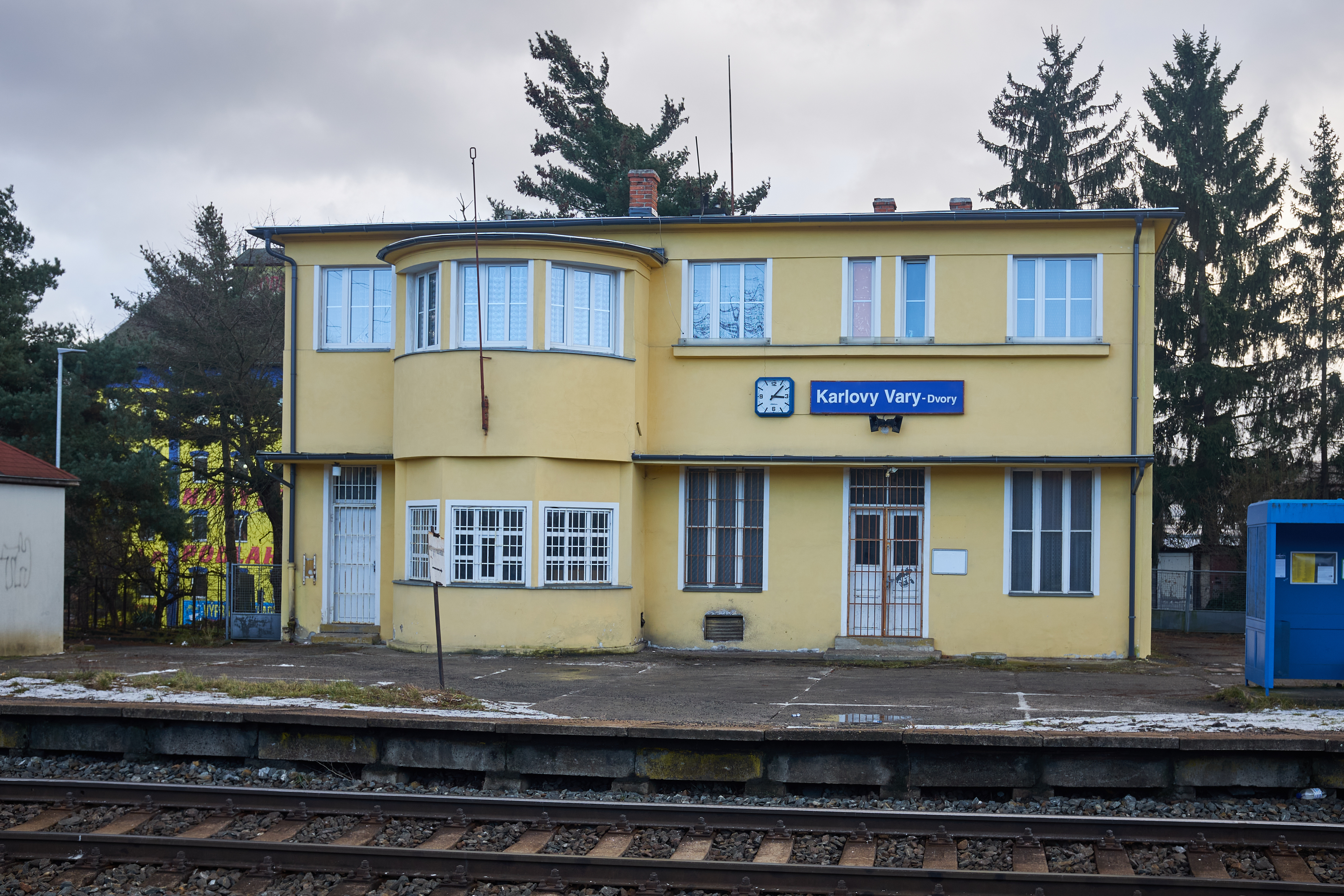
Karlovy Vary-Dvory
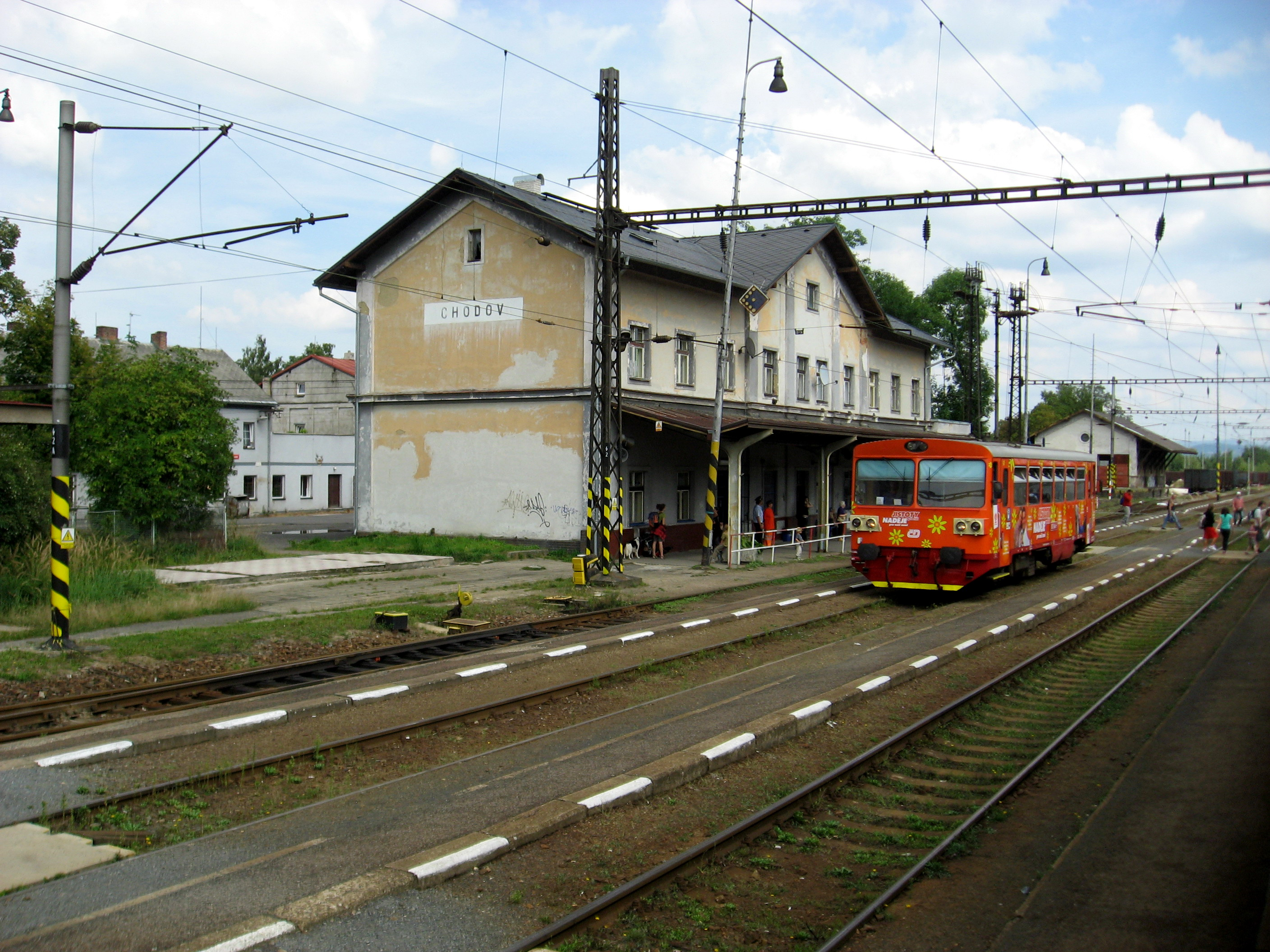
Chodov
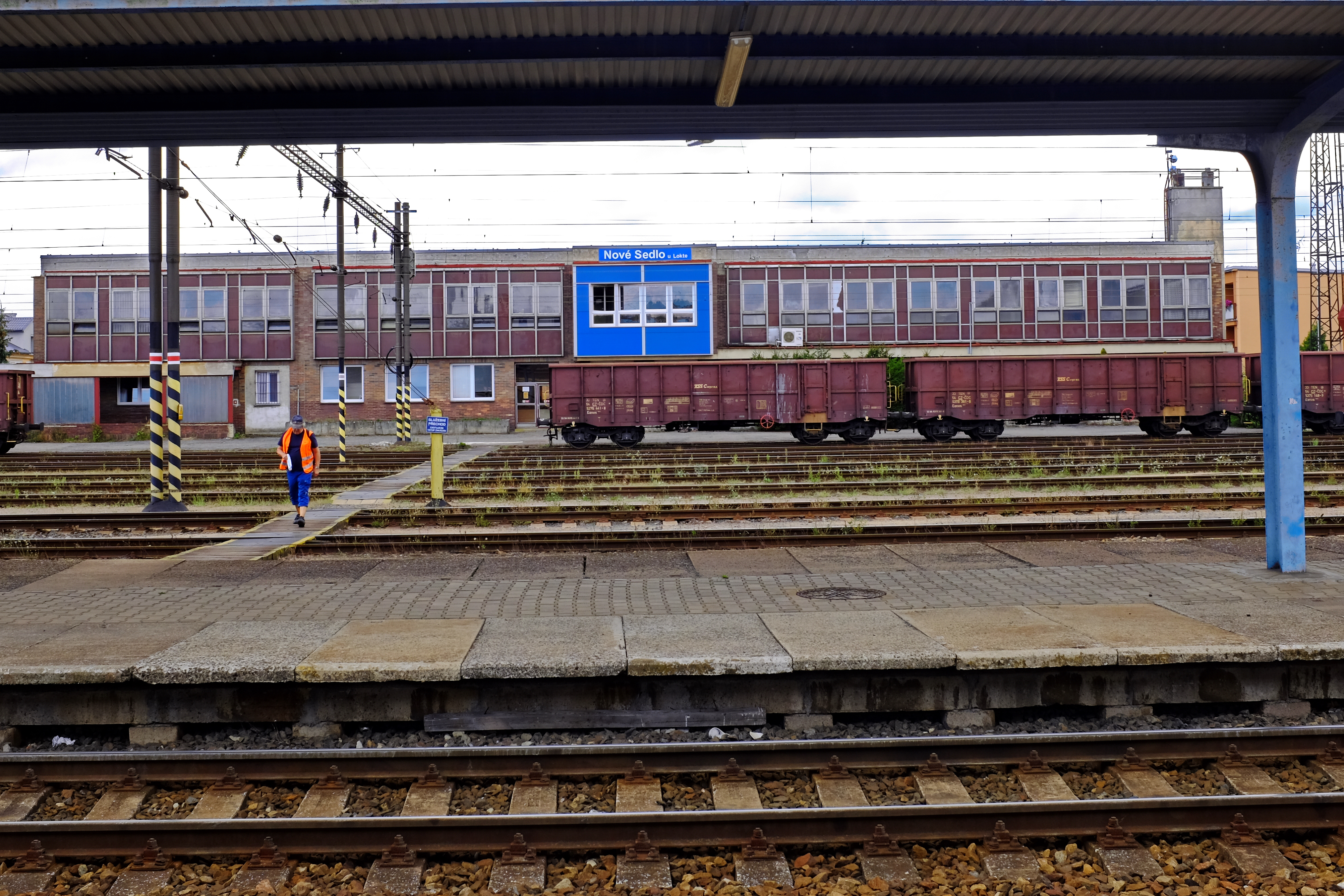
Nové Sedlo
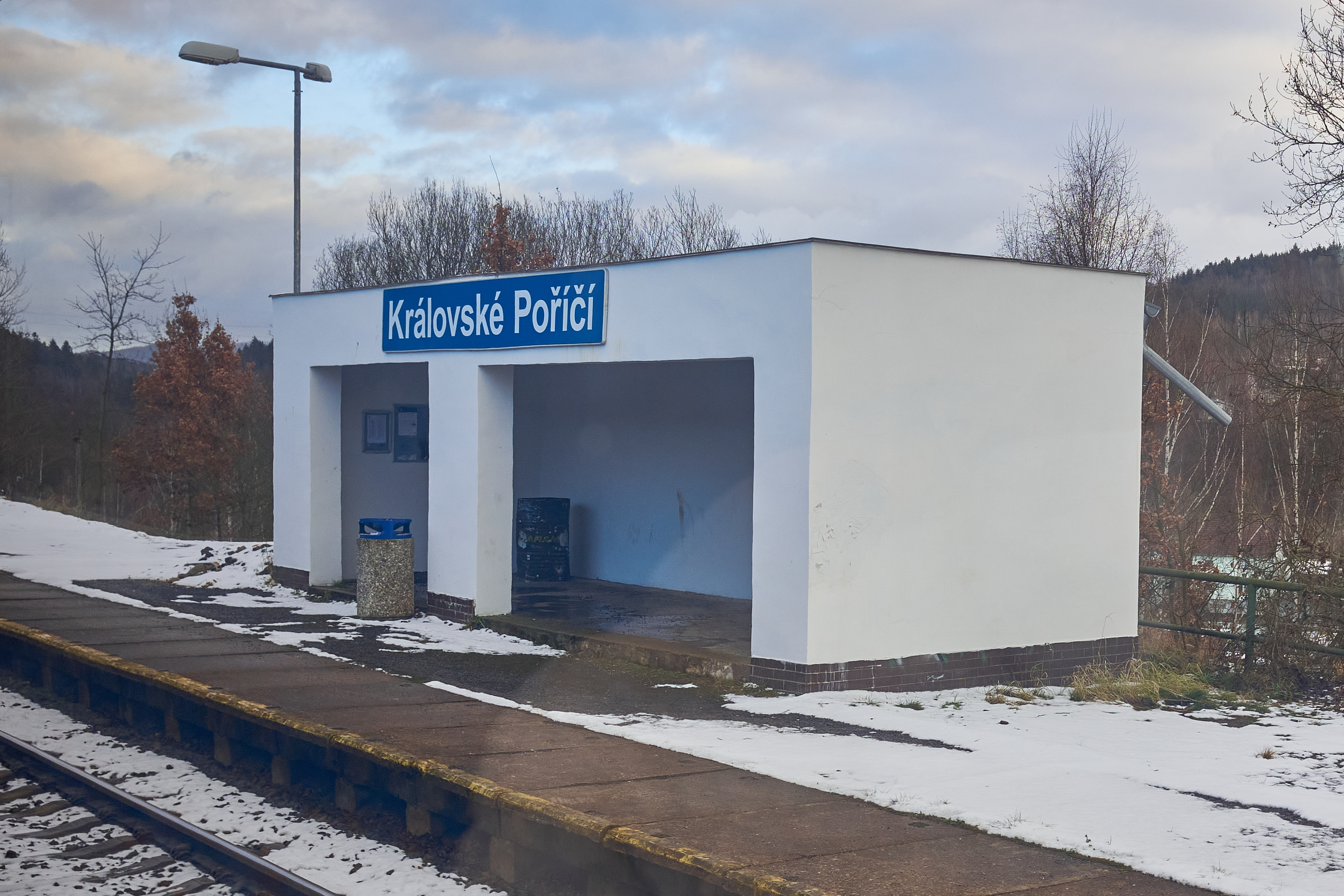
Královské Poříčí
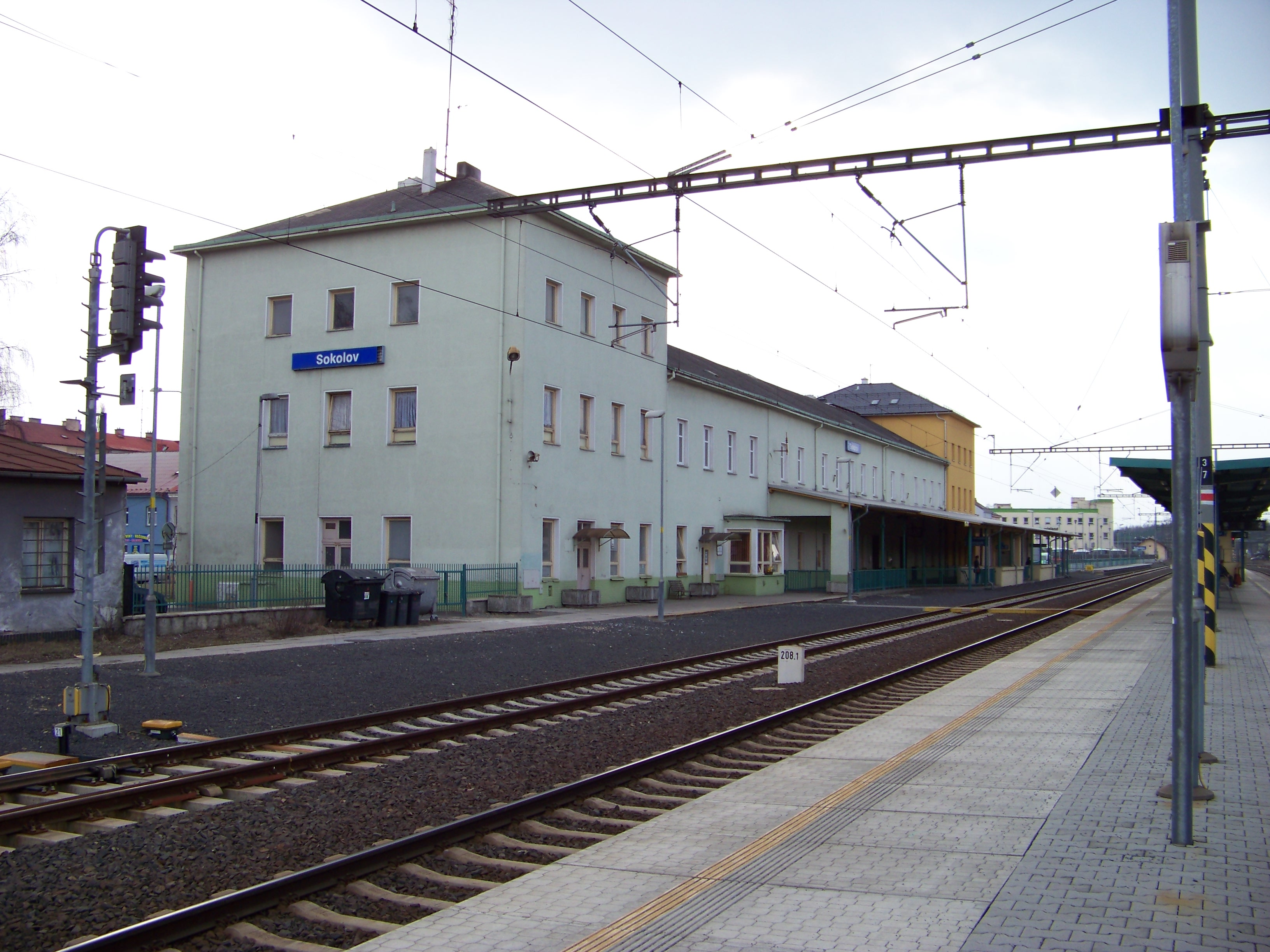
Sokolov
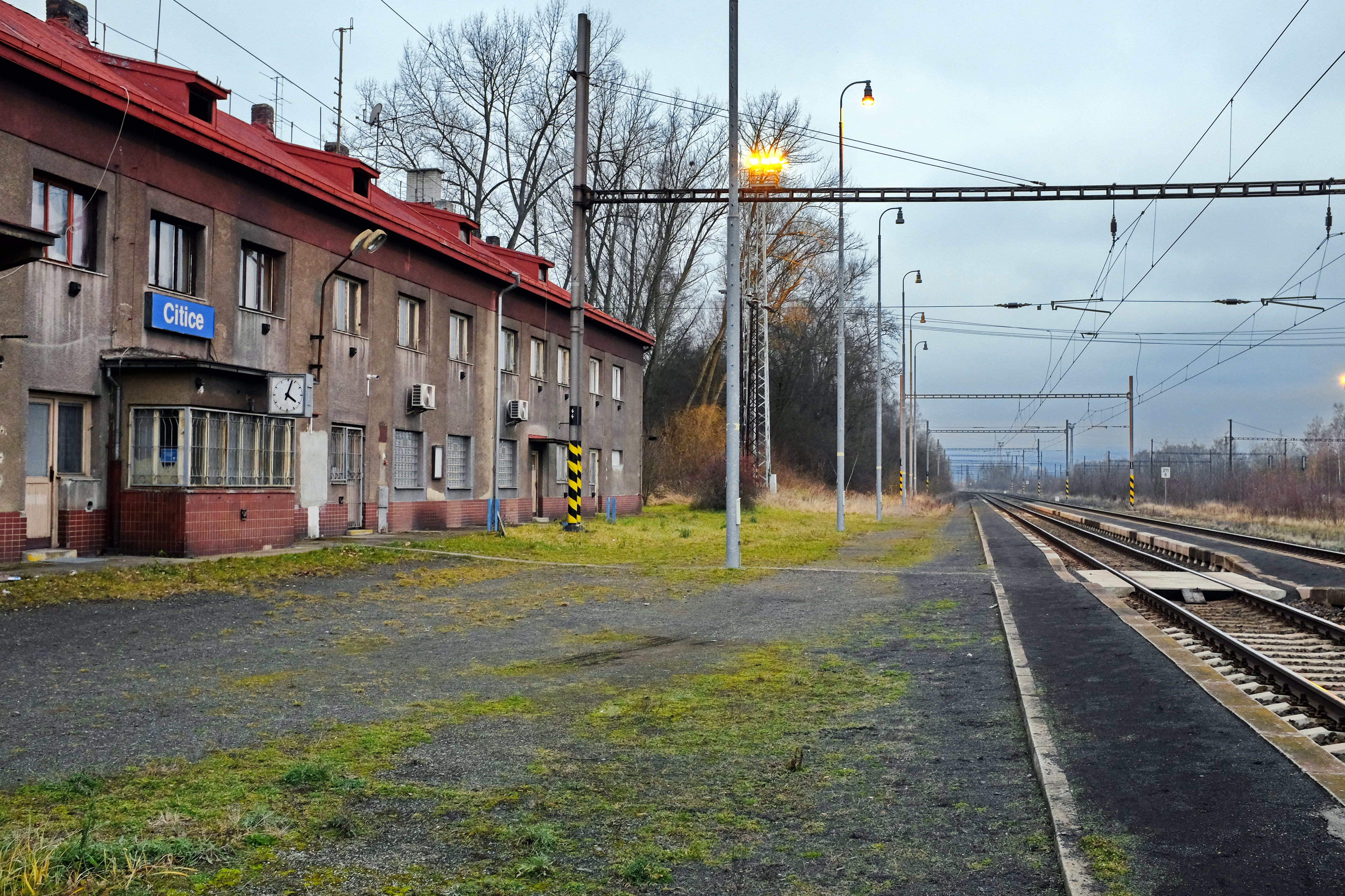
Citice
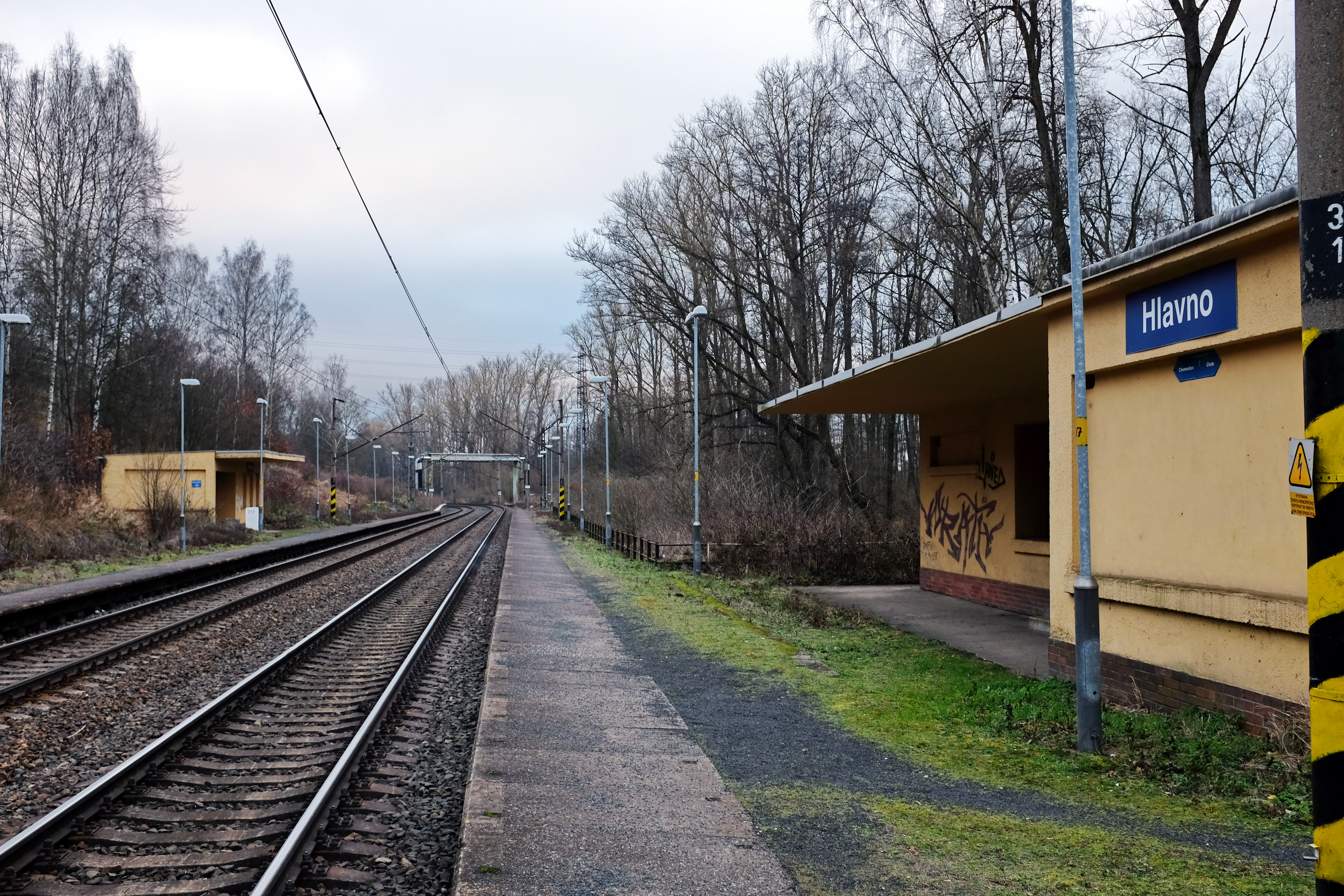
Hlavno
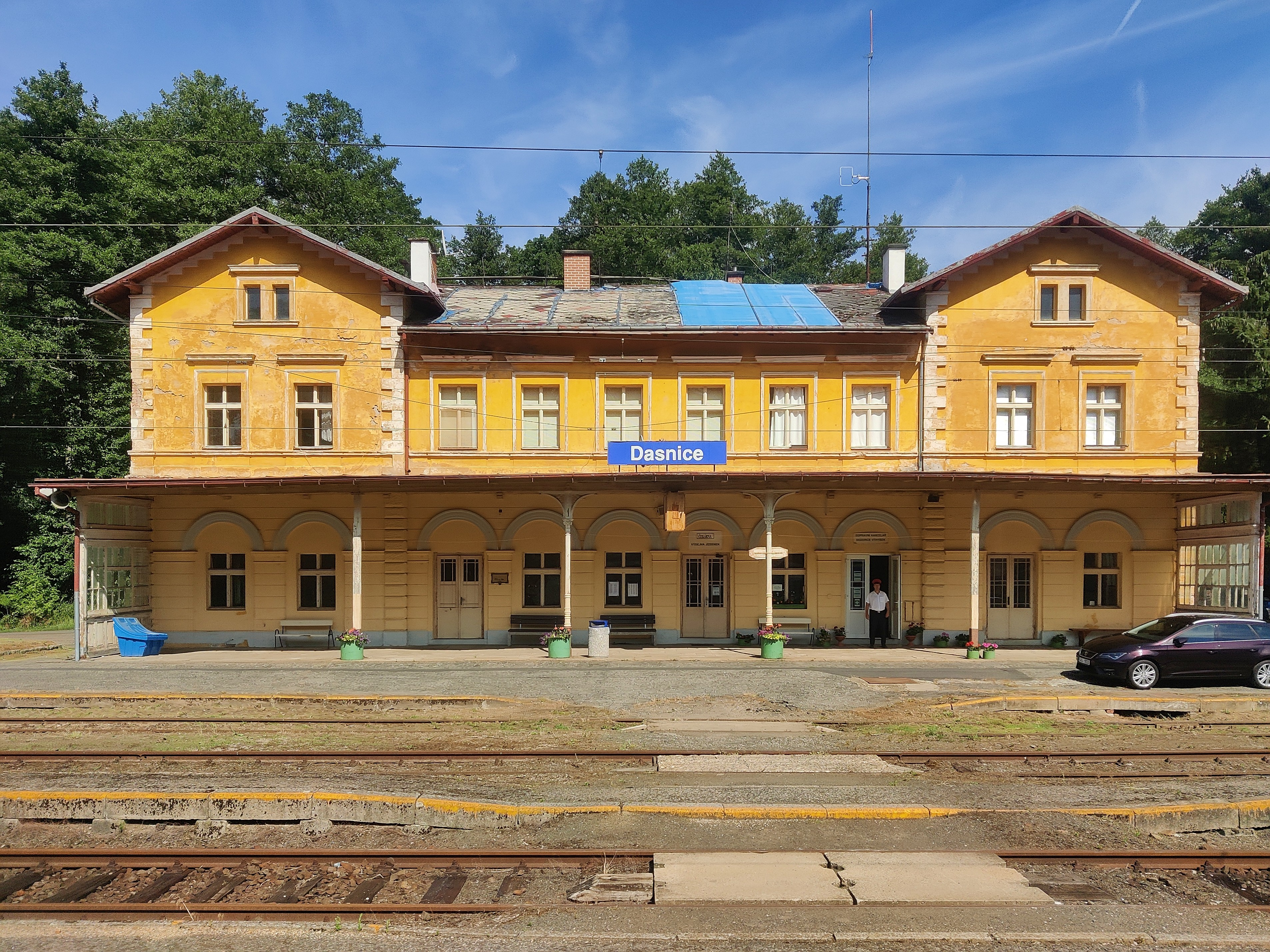
Dasnice
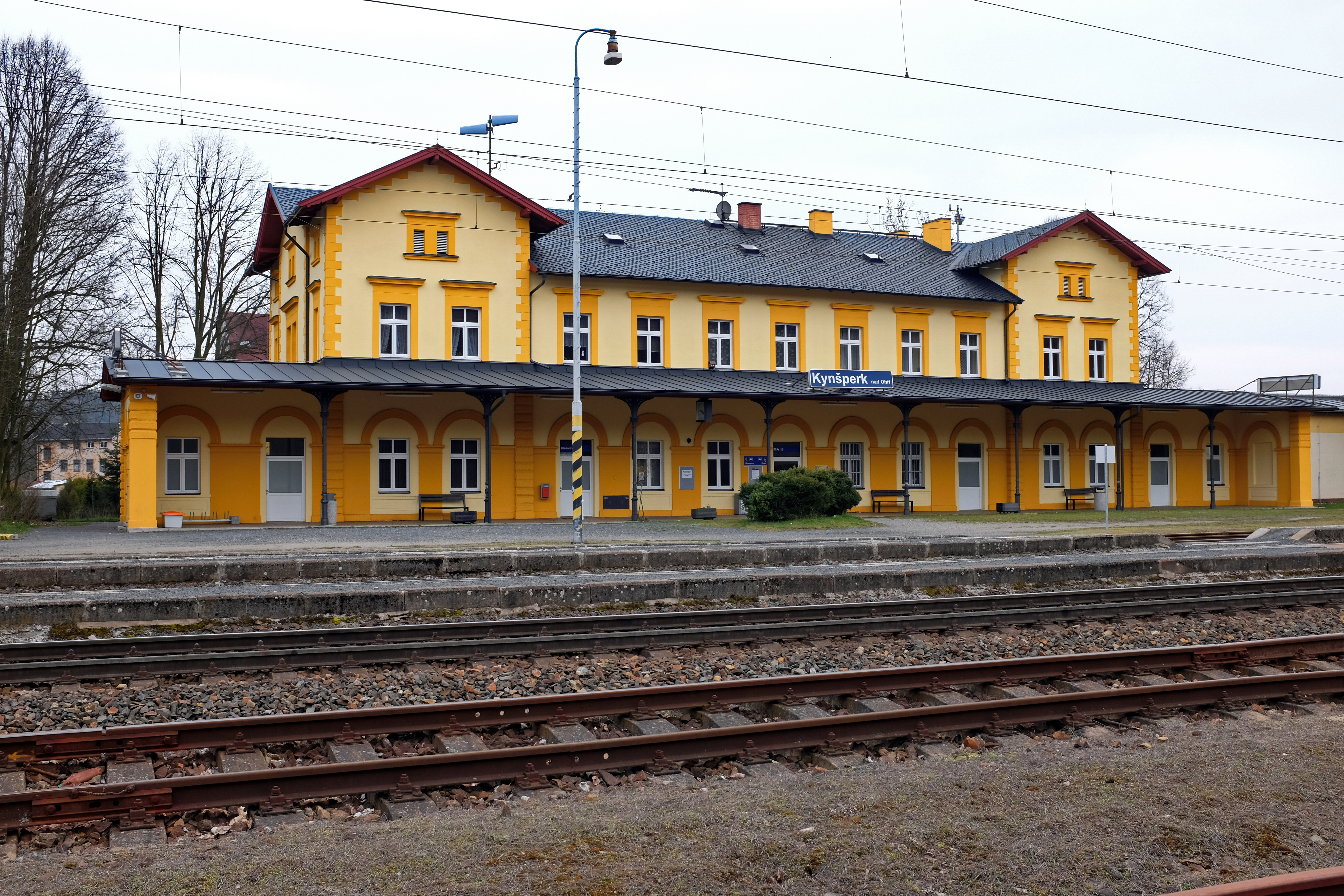
Kynšperk nad Ohří
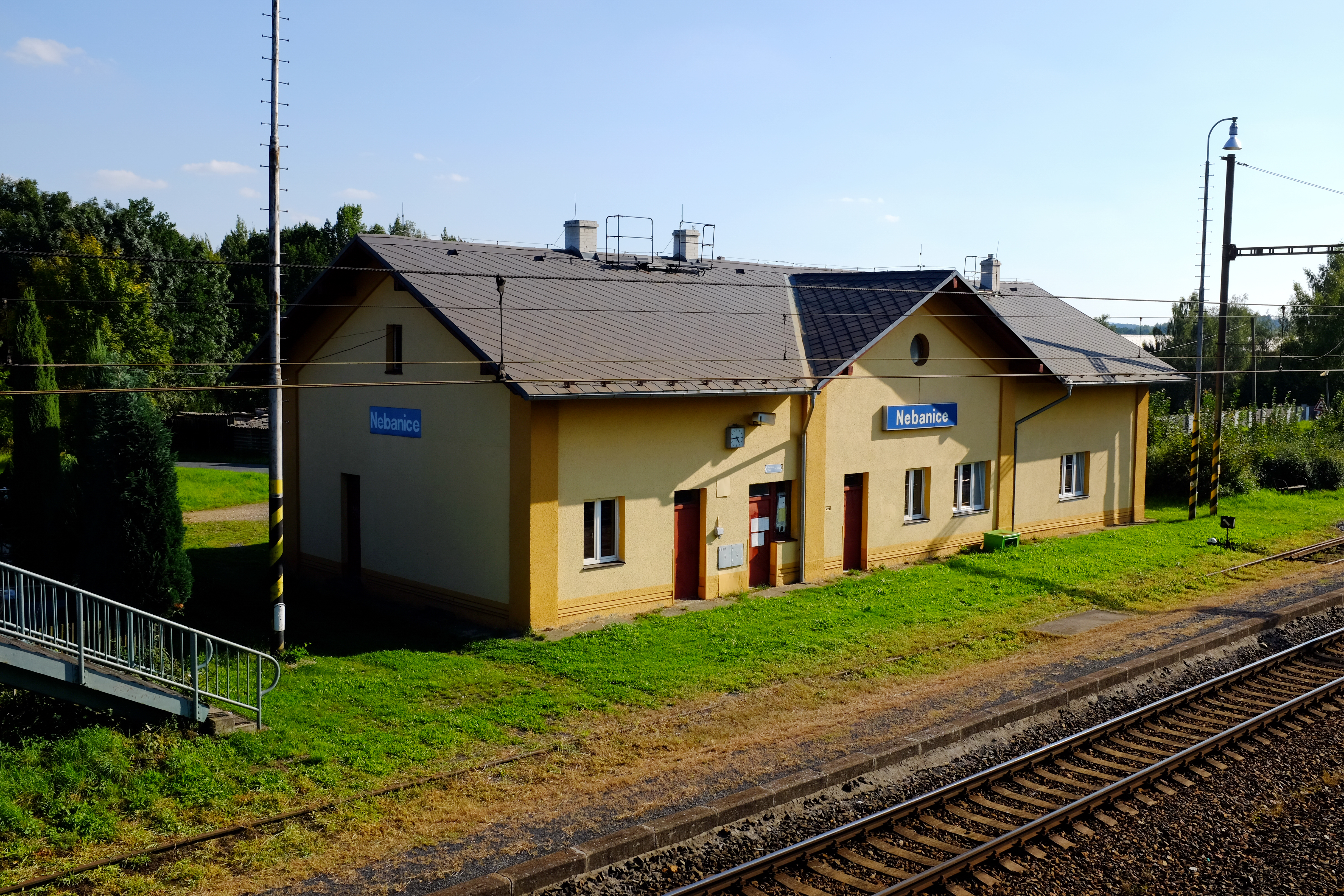
Nebanice
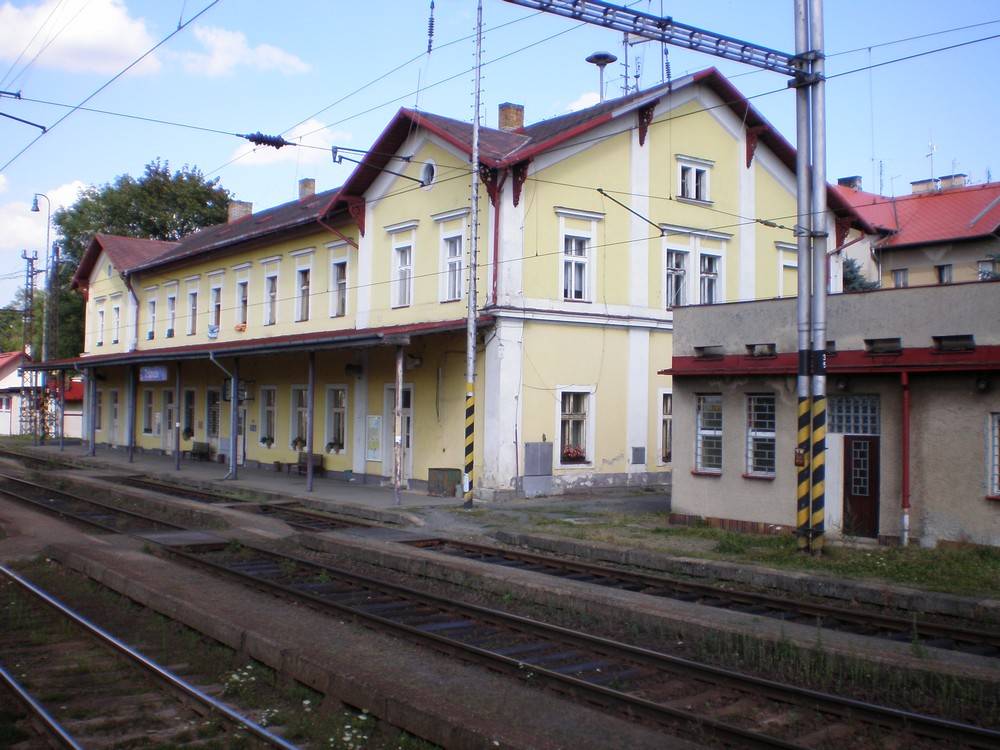
Tršnice
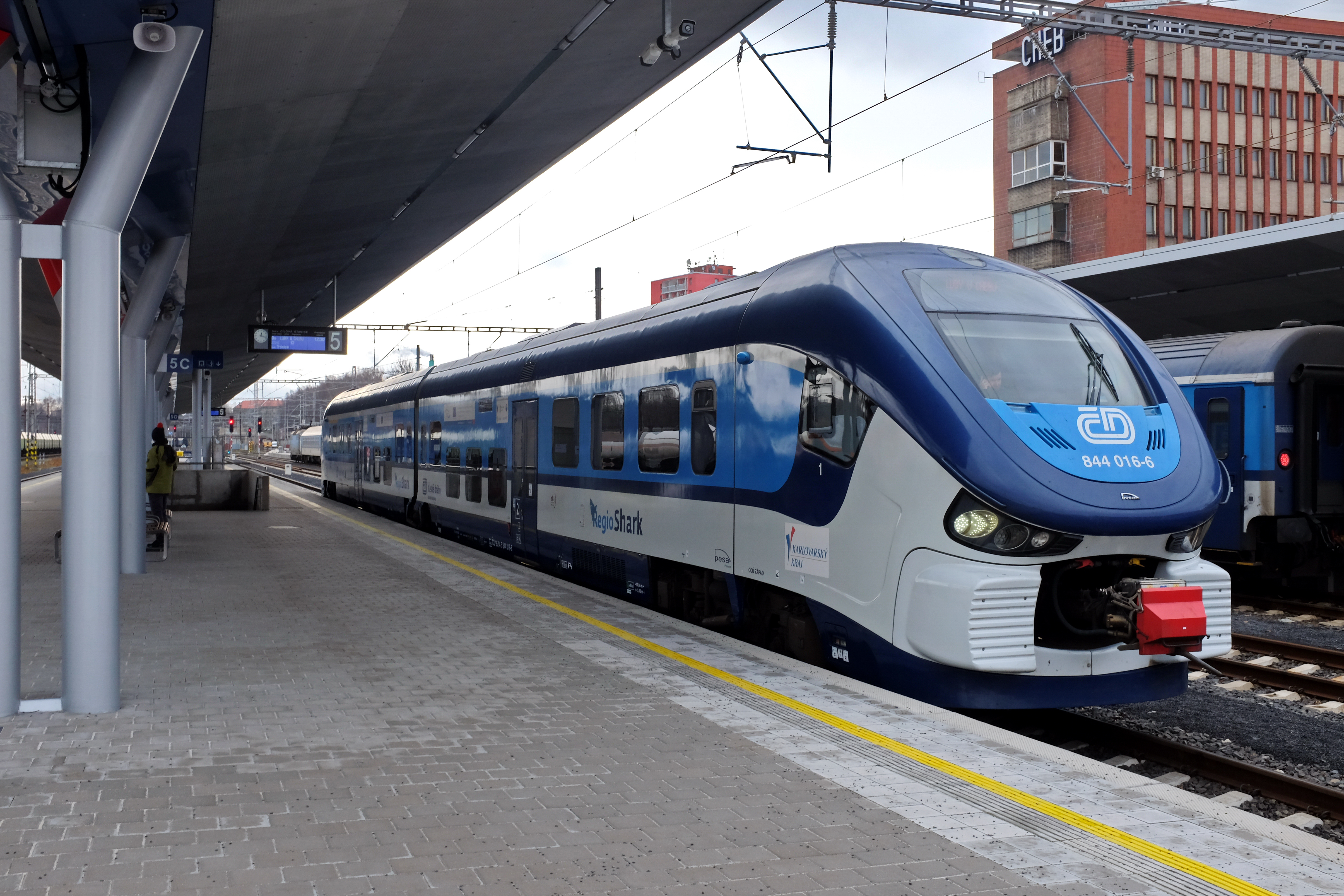
Cheb